# 1989年电影

## 第二十六屆金馬獎
- 最佳劇情片——《三個女人的故事》（學甫公司）
- 最佳導演——侯孝賢《悲情城市》
- 最佳男主角——陳松勇《悲情城市》
- 最佳女主角——張曼玉《三個女人的故事》
- 最佳男配角——張世《香蕉天堂》
- 最佳女配角——李淑楨《魯冰花》